# Жемерсон
Жемерсон де Жезус Насіменто (порт. Jemerson de Jesus Nascimento, нар. 24 серпня 1992, Жеремоабо, Бразилія) — бразильський футболіст, захисник клубу «Атлетіко Мінейро». Грав за національну збірну Бразилії.
Дворазовий переможець Ліги Мінейро. Володар кубка Бразилії. Чемпіон Франції. Володар Кубка Лібертадорес. Переможець Рекопи Південної Америки.

## Клубна кар'єра
У дорослому футболі дебютував 2013 року виступами за команду клубу «Атлетіко Мінейро», в якій провів три сезони, взявши участь у 62 матчах чемпіонату. Більшість часу, проведеного у складі «Атлетіко Мінейро», був основним гравцем захисту команди.
До складу клубу «Монако» приєднався 2016 року. Протягом п1яти сезонів відіграв за команду з Монако 109 матчів у чемпіонаті, після чого 2020 року повернувся на батьківщину, де став гравцем «Корінтіанс».
Провівши за останню команду протягом року лише 7 ігор у першості Бразилії, 1 липня 2021 року залишив її у статусі вільного агента.

## Виступи за збірну
2017 року дебютував в офіційних матчах у складі національної збірної Бразилії, провівши того року за неї дві гри.

## Досягнення
- Переможець Ліги Мінейро:

«Атлетіко Мінейро»: 2013, 2016
- Володар Кубка Лібертадорес:

«Атлетіко Мінейро»: 2013
- Переможець Рекопи Південної Америки:

«Атлетіко Мінейро»: 2014
- Володар Кубка Бразилії:

«Атлетіко Мінейро»: 2014
- Чемпіон Франції:

«Монако»: 2016/17